# Mansão Mac Patinhas
A "Mansão Mac Patinhas" é no Universo Pato, um edifício luxuoso que serve de residência ao Tio Patinhas.

## História

### Primeira aparição
A mansão apareceu juntamente com Tio Patinhas na história Natal nas Montanhas. É mencionada como "grande mansão do Tio Patinhas Mac Patinhas". Também aparece um mordomo, James, que ajuda Patinhas na sua tramoia de tentar assustar os seus sobrinhos. A mansão só voltou a aparecer em O Segredo do Castelo. A partir daí, a mansão nunca mais apareceu em histórias de Carl Barks.
Na maioria das histórias de Carl Barks, Don Rosa e Romano Sparca, o Tio Patinhas reside na caixa-forte. Mas no inicio, quando Patinhas ainda estava a ser criado, ele residia numa extravagante mansão. Segundo Don Rosa, após o natal de 1947, Patinhas vendeu o local: possivelmente teve dificuldade em encontrar comprador e por isso manteve o local durante as aventuras seguintes. Mas, nas histórias de Egmund, Tio Patinhas reside numa enorme mansão, usando apenas a caixa-forte como ponto de recreação. Esta ideia foi utilizada na série de animação DuckTales.

## Características
A mansão ocupa uma colina inteira, mas em algumas ocasiões ocupa apenas o cume da colina. A mansão tem um aeroporto, onde normalmente está um helicóptero privado. Tem duas garagens, onde normalmente está a limosina. De trás da mansão, existe uma luxuosa piscina: o local ideal para relaxar depois de se viver aventuras perigosas em busca de tesouros. Para além da mansão, fica uma densa floresta: foi lá que os sobrinhos fizeram uma festa com o génio em DuckTales the Movie: Treasure of the Lost Lamp. Em um episódio em que o tio Patinhas é obrigado a vender a mansão, é relevado que o local vale cento e cinquenta milhões de dólares.
No episódio Clonagens Patalójikas, na cena noturna sobre Patópolis, o jardim da mansão é vista ocupando apenas o cume de uma colina, já em DuckTales the Movie: Treasure of the Lost Lamp, o jardim ocupa a colina toda;
- O segundo escritório do Tio Patinhas (que aparece com mais frequência na série e é totalmente diferente do escritório da caixa-forte) fica situado na lateral esquerda da mansão, porém em Nada para temer, ele fica no local onde devida ficar a sala de estar;
- Em A Competição pela fruta luminosa a cozinha fica situada na torre, já em Clonagens Patalójikas fica no local do escritório.